# Невирко, Дмитрий Дмитриевич
Дми́трий Дми́триевич Неви́рко (14 апреля 1952 года, с. Мельница, Волынская область — 14 декабря 2018, Красноярск) — российский социолог, создатель теории социализации человека в современных авторитарных институтах. Доктор социологических наук, профессор. Полковник полиции. С 19 сентября 2011 года по 9 апреля 2012 года — исполняющий обязанности начальника Сибирского юридического института ФСКН России.

## Биография
Родился 14 апреля 1952 года в селе Мельница Волынской области.
В 1976 году с отличием закончил Красноярский политехнический институт по специальности «технология машиностроения, металлорежущие станки и инструменты».
Работал секретарём комитета ВЛКСМ механического факультета Красноярского политехнического института, затем вторым секретарём Октябрьского районного комитета ВЛКСМ г. Красноярска, также заведующим отдела пропаганды культурно-массовой работы Красноярского городского комитета ВЛКСМ, инструктором Октябрьского районного комитета КПСС г. Красноярска и инструктором отдела пропаганды и агитации Красноярского городского комитета КПСС.
В 1988 году по рекомендации Красноярского краевого комитета КПСС назначается на должность заместителя начальника Красноярской специальной средней школы милиции МВД СССР.
В 1993 году в Алтайском государственном университете защитил диссертацию на соискание ученой степени кандидата социологических наук по теме «Социально-политические ориентации молодежи, выбравшей профессию сотрудника органов внутренних дел: По материалам социологического исследования курсантов специальной средней школы милиции в городах Красноярске и Иркутске» (специальность: 22.00.04. Социальная структура, социальные институты и процессы).
В 1995 году присвоено учёное звание доцента.
В 1999 году в Алтайском государственном университете защитил диссертацию на соискание учёной степени доктора социологических наук по теме «Особенности социализации личности в авторитарных институтах России 90-х годов» (специальность: 22.00.04. Социальная структура, социальные институты и процессы). Тогда же был назначен заместителем начальника Сибирского юридического института МВД России по научной работе.
В 2000 году присвоено учёное звание профессора.
С 19 сентября 2011 года по 9 апреля 2012 года — исполняющий обязанности начальника Сибирского юридического института ФСКН России.
Профессор кафедры социологии Института психологии, педагогики и социологии Сибирского федерального университета.
Заместитель руководителя Красноярского отделения Российского общества социологов.
Член Правления, руководитель регионального отделения Красноярского края Российской социологической ассоциации.
Член Антинаркотической комиссии Красноярского края.
Член редакционного совета научного журнала «Вестник Сибирского юридического института МВД России».
Член редакционной коллегии научного журнала Siberian Socium/Сибирский социум.
Автор более 200 научных трудов, в том числе 12 монографий, 20 учебных пособий, ряда социологических методик, брошюр и статей.

## Семья
- Сын — Дмитрий Дмитриевич Невирко (род. 13 июня 1980), кандидат юридических наук, доцент кафедры государственно-правовых дисциплин (кафедры № 4) СибЮИ МВД России и доцент кафедры конституционного, административного и муниципального права Юридического института Сибирского федерального университета; полковник полиции.[12]
- Сын — Артём (Артемий) Дмитриевич Невирко, в 2006 году окончил юридический факультет СибЮИ МВД России.

## Награды
- Медаль ордена «За заслуги перед Отечеством» II степени
- Медаль «За доблесть в службе»
- Медаль «200 лет МВД России»
- Медаль «За отличие в службе» трёх степеней
- Нагрудный знак «За отличную службу в МВД»
- Нагрудный знак «Почётный сотрудник МВД»
- Нагрудный знак «За отличие в службе» II и I степеней
- Нагрудный знак «За верность долгу»
- Нагрудный знак «Герб города Красноярска»
- Благодарность министра внутренних дел Российской Федерации
- Почётные грамоты МВД России
- Почётные грамоты губернатора Красноярского края
- Почётные грамоты главы города Красноярска.

## Научные труды

### Монографии
- Невирко Д. Д. Особенности социализации личности в авторитарных институтах России 90-х годов : (Опыт социол. анализа специфики проф. подгот. кадров органов внутрен. дел) : Монография / Д. Д. Невирко ; М-во внутрен. дел России, Сиб. юрид. ин-т. — Красноярск : Сиб. юрид. ин-т МВД России, 1999. — 256 с. ISBN 5-7889-0026-3.
- Невирко Д. Д. Социология милиции : (Соц. аспект подгот. кадров для органов внутр. дел) : Монография / Д. Д. Невирко; М-во внутр. дел России. Сиб. юрид. ин-т. — Красноярск : Сиб. юрид. ин-т МВД России, 2000. — 111 с. ISBN 5-7889-0043-3
- Немировский В. Г., Невирко Д. Д. Социология человека : от классических к постнеклассическим подходам : монография / В. Г. Немировский, Д. Д. Невирко; М-во внутренних дел Российской Федерации, Сибирский юридический ин-т. — Красноярск : СибЮИ МВД России, 2006. — 394, [1] с. : ил., табл. ISBN 5-7889-0113-8
- Невирко Д. Д., Горбач Н. А., Кудашов В. И., Жарова А. В. Философия и социология здоровья : монография / Д. Д. Невирко, Н. А. Горбач [и др.] ; Министерство внутренних дел (МВД) России. Сибирский юридический институт (СибЮИ). — Красноярск : Сибирский юридический институт (СибЮИ) МВД России, 2007. — 154 с.
- Немировский В. Г., Невирко Д. Д. Социология человека. От классических к постнеклассическим подходам / В. Г. Немировский, Д. Д. Невирко. — 2-е изд., перераб. и доп. — М. : URSS : Изд-во ЛКИ, 2008. — 302 с. — (Relata refero). ISBN 978-5-382-00462-4
- Невирко Д. Д., Шинкевич В. Е., Горбач Н. А. Организация и методика научного исследования, рекомендации по оформлению его результатов: учебно-практическое пособие для адъюнктов, курсантов и слуателей образовательных учреждений МВД России / Д. Д. Невирко, В. Е. Шинкевич, Н. А. Горбач ; Федеральное гос. образовательное учреждение высш. проф. образования «Сибирский юридический ин-т М-ва внутренних дел Российской Федераций (г. Красноярск)». — Красноярск : СибЮИ МВД России, 2010. — 303 с. : ил., табл. ISBN 978-5-7889-0163-3
- Невирко Д. Д., Горбач Н. А. Изучение формирования личности в системе органов внутренних дел на современном этапе: монография / Д. Д. Невирко, Н. А. Горбач ; Федеральное гос. образовательное учреждение высш. проф. образования «Сибирский юридический ин-т М-ва внутренних дел Российской Федерации (г. Красноярск)». — Красноярск : СибЮИ МВД России, 2010. — 229 с. : табл.
- Невирко Д. Д., Коробицина Т. В., Шинкевич В. Е. Методология и методика мониторинговых исследований наркоситуации в студенческой среде и профилактика наркопотребления: монография / Д. Д. Невирко, Т. В. Коробицина, В. Е. Шинкевич ; Федеральное гос. образовательное учреждение высш. проф. образования «Сибирский юридический ин-т М-ва внутренних дел Российской Федерации (г. Красноярск)». — Красноярск : СибЮИ МВД России, 2011. — 246, [1] с. : ил., табл. ISBN 978-5-7889-0187-9

### Учебные пособия
- Энциклопедический справочник следователя : Учеб. пособие / М-во внутр. дел России. Краснояр. высш. шк.; Невирко Дмитрий Дмитриевич и др. — Красноярск : Горница, 1997. — 411 с.
- Немировский В. Г., Невирко Д. Д. Теоретическая социология: нетрадиционные подходы = Theoretical Sociology: Non-traditional Approaches : Учеб. пособие / Немировский В. Г., Невирко Д. Д.; М-во внутр. дел России. Краснояр. высш. шк. — Красноярск : Горница, 1997. — 252 с. : ил. ISBN 5-7889-0007-7
- Немировский В. Г., Невирко Д. Д., Гришаев С. В. Социология : классич. и постнеклассич. подходы к анализу соц. реальности : [Учеб. пособие для вузов при изучении цикла социогуманитар. дисциплин] / В. Г. Немировский, Д. Д. Невирко, С. В. Гришаев; [Рос. гос. гуманитар. ун-т]. — М. : РГГУ, 2003. — 555,[1] с. ISBN 5-7281-0729-X.
- Невирко Д. Д., Шинкевич В. Е. Социология : учеб. пособие [для вузов при изучении цикла социогуманитар. дисциплин] / Д. Д. Невирко, В. Е. Шинкевич ; М-во внутрен. дел России, Сиб. юрид. ин-т. — Красноярск : СЮИ МВД России, 2003. — 335 с. — (Серия «Социология и социальная антропология») (Основы качества национального образования для России XXI века). ISBN 5-7889-0077-8.
- Невирко Д. Д., Шинкевич В. Е. Основы методологии и практики научного исследования : учеб. пособие : [для фак. по подгот. науч.-пед. кадров высш. проф. образования МВД РФ] / Д. Д. Невирко, В. Е. Шинкевич ; М-во внутрен. дел Рос. Федерации, Сиб. юрид. ин-т. [Изд. 2-е, перераб. и доп.]. — Красноярск : СибЮИ МВД России, 2004. — 159 с. ISBN 5-7889-0094-8.
- Невирко Д. Д., Серебренников С. В., Шинкевич В. Е. Социология: учеб. пособие для студентов вузов при изучении цикла социогуманитарных дисциплин / Д. Д. Невирко, С. В. Серебренников, В. Е. Шинкевич; Негос. образовательное учреждение высш. проф. образования «Кузбасский ин-т экономики и права». — Кемерово : Кузбасский ин-т экономики и права, 2006 (Кемерово : Изд-во «ПечатьМастер»). — 323 с. : ил., табл. ISBN 5-202-00688-8
- Невирко Д. Д., Рожков С. П., Шинкевич В. Е., Круглянина О. Н., Горбач Н. А. Изучение и формирование общественного мнения о деятельности органов внутренних дел. Учебное пособие. —Красноярск: Сибирский юридический институт МВД России, 2006. — 196 с.
- Назаров С. Д., Невирко Д. Д., Павлюк А. А., Горбач Н. А. Анализ и прогнозирование текучести кадров молодых специалистов — выпускников образовательных учреждений МВД России. Методическое пособие. — Красноярск, 2007. — 99 с.
- Невирко Д. Д., Назаров С. Д., Горбач Н. А. Мониторинг текучести кадров выпускников образовательных учреждений МВД России : учебно-методическое пособие / Д. Д. Невирко, С. Д. Назаров, Н. А. Горбач ; Министерство внутренних дел (МВД) России. Сибирский юридический институт [СибЮИ]. — Красноярск : Сибирский юридический институт (СибЮИ) МВД России, 2008. — 159 с. : табл.
- Невирко Д. Д., Горбач Н. А., Гончарова Г. Н., Мальков С. М., Соколов М. П. Суициды и убийства: социологические, психологические и криминологические подходы к исследованию: учебное пособие / Д. Д. Невирко, Н. А. Горбач [и др.]. — Красноярск : Сибирский юридический институт [СибЮИ] МВД России, 2008. — 187 с.
- Невирко Д. Д., Шинкевич В. Е., Горбач Н. А. Методика организации научного исследования и практика оформления его результатов : учеб. пособие / Д. Д. Невирко, В. Е. Шинкевич, Н. А. Горбач ; М-во внутрен. дел Рос. Федерации, Сиб. юрид. ин-т. — Красноярск : СибЮИ МВД России, 2009. — 279 с. : ил. ISBN 978-5-7889-0126-8.
- Невирко Д. Д., Евтихов О. В. Организация и методики социопсихологического обеспечения учебной и служебной деятельности образовательного учреждения правоохранительных органов : учебно-методическое пособие / [подгот.: Д. Д. Невирко, О. В. Евтихов]. — Красноярск : СибЮИ ФСКН России, 2012. — 231 с. : табл. ISBN 978-5-7889-0198-5

### Статьи
- Горбач Н. А., Невирко Д. Д., Шинкаревич В. Е. Деятельность милиции в зеркале общественного мнения // Социологические исследования. — 2006. — № 2. — С. 76-84.
- Невирко Д. Д., Шинкевич В. Е. Социологические чтения и конференции // Социологические исследования. — 2008. — № 8. — С. 142.
- Невирко Д. Д., Мальков С. М., Шинкевич В. Е. Криминогенная ситуация и актуальные проблемы борьбы с преступностью в Сибирском регионе на современном этапе : по итогам XIII международной научно-практической конференции / Д. Д. Невирко, С. М. Мальков, В. Е. Шинкевич // Государство и право. — 2010. — № 10. — С. 116—119 . — ISSN 0132-0769
- Невирко Д. Д., Шинкевич В. Е. Наука и общество // Социологические исследования. — 2010. — № 10. — С. 149.
- Невирко Д. Д., Коробицина Т. В., Шинкевич В. Е. Наркоситуация и профилактика наркопотребления в вузах. / Д. Д. Невирко, Т. В. Коробицина, В. Е. Шинкевич // Социально-гуманитарные знания. — 2011. — № 6. — С. 116—129.
- Невирко Д. Д., Коробицина Т. В., Шинкевич В. Е. Наркоситуация и основные направления профилактики наркопотребления в вузах Красноярского края / Д. Д. Невирко, В. Е. Шинкевич, Т. В. Коробицина // Социологические исследования. — 2012. — № 9. — С. 109—112. ISSN 0132-1625

### Редакция
- Проблемы юридического образования в вузах МВД России : Материалы Межвузов. науч.-практ. конф. (20-21 июня 1996 г., Красноярск) / Редкол. Невирко Д. Д. (отв. ред.) и др. — Красноярск : Науч.-исслед. и ред.-изд. отд. Краснояр. высш. шк. МВД России, 1996. — 240 с.
- Студент, наука и цивилизация : Межвуз. сб. тез. докл. курсантов, слушателей и студентов / М-во внутр. дел России. Краснояр. высш. шк.; Отв. ред. канд. социол. наук, доц. Д. Д. Невирко. — Красноярск, 1998. Изд-во вып. 2, [вып. 3], 5, 6, 8, ч. 1-2: Сиб. юрид. ин-т МВД России
- Личность, творчество и современность : Сб. науч. тр. / М-во внутр. дел России. Краснояр. высш. шк., Краснояр. отд-ние Акад. гуманит. наук России ; Отв. ред. канд. социол. наук, доц. Д. Д. Невирко. — Красноярск, 1998. — 186 с. ISBN 5-7889-0015-8 : 100 экз.
- Уроки Великой Отечественной войны 1941—1945 гг.: историко-философские проблемы : Сб. науч. материалов / М-во внутр. дел России. Сиб. юрид. ин-т; [Отв. ред.: Д. Д. Невирко ]. — Красноярск : Сиб. юрид. ин-т МВД России, 2000. — 97 с. ISBN 5-7889-0035-2
- Молодёжь, наука и цивилизация : межвузовский сб. тез. докл. адъюнкто в (аспирантов), курсантов, слушателей и студентов. Вып. 7 : в 2 ч. : ч. 2 : [тез. докл. конф., апр. 2004 г.]. / [отв. ред. Д. Д. Невирко]. — Красноярск : СЮИ МВД России, 2004. —148 с. ISBN 5-7889-0093-X.
- Личность, творчество и современность : сб. науч. тр. Вып. 7. / М-во внутрен. дел Рос. Федерации, Сиб. юрид. ин-т; [отв. ред. Д. Д. Невирко]. — Красноярск : СибЮИ МВД России, 2004. — 347 с. ISBN 5-7889-0097-2.
- Личность, творчество и современность : сб. науч. тр. Вып. 8 ./ М-во внутрен. дел. Рос. Федерации, Сиб. юрид. ин-т; [отв. ред. Д. Д. Невирко]. — Красноярск : СибЮИ МВД России, 2005. — 358 с. : ил. ISBN 5-7889-0102-2.
- Молодёжь, наука и цивилизация : межвуз. сб. тез. докл. адъюнктов (аспирантов), курсантов, слушателей и студентов. Вып. 8, ч. 1 : [тез. докл. межвуз. конф., апр. 2005 г.]. / [отв. ред. Д. Д. Невирко]. — Красноярск : СЮИ МВД России, 2005. — 355 с. : ил. ISBN 5-7889-0103-0.
- Молодёжь, наука и цивилизация : межвуз. сб. тезисов докл. адъюнктов (аспирантов), курсантов, слушателей и студентов. Вып. 8, ч. 2 : [тез. докл. межвуз. конф., апр. 2005 г.] / [отв. ред. Д. Д. Невирко]. — Красноярск : СЮИ МВД России, 2005. — 210 с. ISBN 5-7889-0103-0.
- Актуальные проблемы борьбы с преступностью в Сибирском регионе = Actual problems of fight crime in Siberian territory : [сб. материалов XII междунар. науч.-практ. конф. (19-20 февр. 2009 г.) : в 3 ч.]. Часть 1. / отв. ред. Д. Д. Невирко. В надзаг.: Совет Европы, Генер. директорат по правам человека и правовым вопр., Гл. упр. МВД России по Сиб. федер. округу, администрация Краснояр. края, Сиб. юрид. ин-т МВД России. — Красноярск : СибЮИ МВД России, 2009. — 363 с. : ил.
- Актуальные проблемы борьбы с преступностью в Сибирском регионе = Actual problems of fight crime in Siberian territory : сб. материалов XII междунар. науч.-практ. конф. (19-20 февр. 2009 г.) : [в 3 ч.]. Часть 2 ./ отв. ред. Д. Д. Невирко. В надзаг.: Совет Европы, Генер. директорат по правам человека и правовым вопр., Гл. упр. МВД России по Сиб. федер. округу, администрация Краснояр. края, Сиб. юрид. ин-т МВД России. — Красноярск : СибЮИ МВД России, 2009. — 264 с. ISBN 978-5-7889-0126-1. 170 экз.
- Актуальные проблемы борьбы с преступностью в Сибирском регионе = Actual problems of fight crime in Siberian territory: [сб. материалов XII междунар. науч.-практ. конф. (19-20 февр. 2009 г.) : в 3 ч.]. Часть 3./ отв. ред. Д. Д. Невирко. В надзаг.: Совет Европы, Генер. директорат по правам человека и правовым вопр., Гл. упр. МВД по Сиб. федер. окр., администрация Краснояр. края, Сиб. юрид. ин-т МВД России. —Красноярск : СибЮИ МВД России, 2009. — 295 с.
- Передовой опыт Сибирского юридического института МВД России по организации научно-исследовательской деятельности и взаимодействия с подразделениями системы МВД России по научному обеспечению оперативно-служебной деятельности : информ.-аналит. материалы / М-во внутрен. дел Рос. Федерации, Совет по науч.-гуманитар. обеспечению и передовому опыту, Орг.-инспект. департамент, Департамент кадрового обеспечения, Сиб. юрид. ин-т; [под ред. Д. Д. Невирко]. — Красноярск : СибЮИ МВД России, 2008. — 251 с.
- Личность, творчество и современность : сборник научных трудов. Вып. 11./ М-во внутрен. дел Рос. Федерации, Сиб. юрид. ин-т; отв. ред. Д. Д. Невирко. — Красноярск : СибЮИ МВД России, 2008. — 375 с. ISBN 5-7889-0038-7.
- Молодёжь, наука и цивилизация : межвуз. сб. тез. докл. адъюнктов (аспирантов), курсантов, слушателей и студентов. Вып. 12 : [тез. докл. межвуз. конф., 23 апр. 2009 г.] : в 2 ч., ч. 1. / отв. ред. Д. Д. Невирко. В надзаг.: М-во внутрен. дел Рос. Федерации, Сиб. юрид. ин-т. — Красноярск : СибЮИ МВД России, 2009. — 263 с. ISBN 978-5-7889-0134-3.
- Личность, творчество и современность : сборник научных трудов. Вып. 12 . / Сиб. юрид. ин-т М-ва внутрен. дел Рос. Федерации (г. Красноярск); отв. ред. Д. Д. Невирко. — Красноярск : СибЮИ МВД России, 2009. — 363 с. 100 экз. ISBN 978-5-7889-0150-3.
- Актуальные проблемы борьбы с коррупцией и терроризмом в России на современном этапе = Actual problems of fighting corruption and terrorism at present days in Russia : сборник материалов методологического семинара (г. Красноярск, 19 — 20 февраля 2009 г.) / Совет Европы, Генеральный директорат по правам человека и правовым вопр., Гл. упр. МВД России по Сибирскому федеральному окр., Администрация Красноярского края, Сибирский юридический ин-т МВД России; отв. ред. Д. Д. Невирко. — Красноярск : СибЮИ МВД России, 2009. — 170 с. ISBN 978-5-7889-0127-5
- Актуальные проблемы борьбы с коррупцией и терроризмом в России на современном этапе = Actual problems of fighting corruption and terrorism at present days in Russia: сб. материалов методол. семинара (г. Красноярск, 19-20 февр. 2009 г.) / отв. ред. Д. Д. Невирко. В надзаг.: Совет Европы, Генер. директорат по правам человека и правовым вопр., Гл. упр. МВД России по Сиб. федер. окр., администрация Краснояр. края, Сиб. юрид. ин-т МВД России. — Красноярск : СибЮИ МВД России, 2009. — 170 с. ISBN 978-5-7889-0127-5.
- Состояние преступности в Сибирском федеральном округе (по данным на 1 января 2009 г.) : аналитический обзор и прогноз / под ред. Д. Д. Невирко ; ГОУ ВПО Сибирский юридический институт. — Красноярск : СибЮИ МВД России, 2009. — 144 с.
- Состояние перступности среди студентов красноярских вузов в 2008 году и основные направления её профилактики : информационно-аналитические материалы / под ред. Д. Д. Невирко. — Красноярск : СибЮИ МВД России, 2009. — 32 с.
- Актуальные проблемы борьбы с преступностью в Сибирском регионе = Actual problems of fighting crime in Siberian territory : материалы XIII Международной научно-практической конференции (18-19 февраля 2010 г.) : [в 3 ч.] / Совет Европы, Генеральный директорат по правам человека и правовым вопросам [и др.]; [отв. ред. Д. Д. Невирко]. — Красноярск : СибЮИ МВД России, 2010. ISBN 978-5-7889-0161-9
- Социология, философия, право в системе научного обеспечения процессов развития современного общества : всероссийская научно-практическая конференция (Красноярск, 20 мая 2010 г.) : материалы конференции / отв. ред. Д. Д. Невирко. В надзаг.: Сиб. юрид. ин-т МВД России, Сиб. федер. ун-т, Об-ние социологов Сибири и др. — Красноярск : СибЮИ МВД России, 2010. — 365 с. ISBN 978-5-7889-0168-8.
- Состояние преступности в Сибирском федеральном округе (по данным на 1 января 2010 г.): аналитический обзор и прогноз / под ред. Д. Д. Невирко ; ГОУ ВПО Сибирский юридический институт. — Красноярск : СибЮИ МВД России, 2010. — 166 с. : ил.
- Наркоситуация в Сибирском федеральном округе (2006—2011 гг.): анализ и прогноз [Текст] : аналитический обзор / Федеральное гос. казенное образовательное учреждение высш. проф. образования «Сибирский юридический ин-т Федеральной службы Российской Федерации по контролю за оборотом наркотиков»; [под ред. Д. Д. Невирко]. — Красноярск : СибЮИ ФСКН России, 2012. — 119 с. : цв. ил., карт., табл.